# Ховде, Франк
Франк Ховде (норв. Frank Hovde; род. 27 июня 1959) — норвежский шахматист, гроссмейстер ИКЧФ (1993).
Участник чемпионатов Норвегии 1984 и 1986 гг.
Один из победителей чемпионата Европейского союза психотерапевтов 1999 г. (разделил 1—4 места).
Добился больших успехов в игре по переписке. Победил в 29-м чемпионате Европы (1989—1994 гг.). Занял 2 место в 3/4 финала 15-го чемпионата мира. В составе сборной Норвегии участвовал в финале 10-й заочной олимпиады (1987—1995 гг.).

## Основные спортивные результаты
| Год                       | Город                                                | Соревнование                                         | +  | − | = | Результат | Место |
| ------------------------- | ---------------------------------------------------- | ---------------------------------------------------- | -- | - | - | --------- | ----- |
| 1980                      | Шиен                                                 | Международный турнир                                 | 0  | 8 | 1 | ½ из 9    | 16    |
| 1984                      | Осло                                                 | Чемпионат Норвегии                                   | 0  | 4 | 7 | 3½ из 11  | 11—12 |
| 1986                      | Стейнхьер                                            | Чемпионат Норвегии                                   | 3  | 3 | 3 | 4½ из 9   | 4—6   |
| 1999                      |                                                      | Чемпионат Европейского союза психотерапевтов         | 4  | 0 | 3 | 5½ из 7   | 1—4   |
| СОРЕВНОВАНИЯ ПО ПЕРЕПИСКЕ |                                                      |                                                      |    |   |   |           |       |
| 1987—1995                 | 10-я заочная олимпиада (сборная Норвегии, 5-я доска) | 10-я заочная олимпиада (сборная Норвегии, 5-я доска) | 2  | 1 | 6 | 5 из 9    |       |
| 1989—1994                 | 29-й чемпионат Европы                                | 29-й чемпионат Европы                                | 11 | 0 | 3 | 12½ из 14 | 1     |
| 1989—1996                 | 3/4 финала 15-го чемпионата мира (группа 2)          | 3/4 финала 15-го чемпионата мира (группа 2)          | 8  | 0 | 8 | 12 из 16  | 2     |
| 1990—1992                 | Полуфинал турнира северных стран (группа 5)          | Полуфинал турнира северных стран (группа 5)          | 7  | 0 | 1 | 7½ из 8   | 1     |
| 1991—1994                 | Юбилейный турнир Нидерландского союза заочных шахмат | Юбилейный турнир Нидерландского союза заочных шахмат | 10 | 3 | 7 | 13½ из 20 | 5—6   |

## Изменения рейтинга
| Графики недоступны из-за технических проблем. См. информацию на Фабрикаторе и на mediawiki.org. |